# Mistrzostwa Europy w Lekkoatletyce 1969 – bieg na 5000 m mężczyzn
Bieg na dystansie 5000 metrów mężczyzn był jedną z konkurencji rozgrywanych podczas IX Mistrzostw Europy w Atenach. Rozegrano od razu bieg finałowy 19 września 1969 roku. Zwycięzcą tej konkurencji został reprezentant Wielkiej Brytanii Ian Stewart. W rywalizacji wzięło udział trzynastu zawodników z dziewięciu reprezentacji.

## Rekordy
| Rekord świata     | Ron Clarke (AUS)     | 13:16,6 | Sztokholm, Szwecja | 05.07.1966 |
| Rekord Europy     | Harald Norpoth (FRG) | 13:24,8 | Kolonia, RFN       | 07.09.1966 |
| Rekord mistrzostw | Michel Jazy (FRA)    | 13:42,8 | Budapeszt, Węgry   | 04.09.1966 |

## Wyniki
| Miejsce | Zawodnik              | Czas    |
| ------- | --------------------- | ------- |
| 1       | Ian Stewart           | 13:44,8 |
| 2       | Raszyd Szarafietdinow | 13:45,8 |
| 3       | Alan Blinston         | 13:47,6 |
| 4       | Bernd Dießner         | 13:50,4 |
| 5       | Dane Korica           | 13:51,4 |
| 6       | Giuseppe Ardizzone    | 13:51,8 |
| 7       | Emiel Puttemans       | 13:53,2 |
| 8       | Bengt Nåjde           | 13:55,8 |
| 9       | Noël Tijou            | 13:56,8 |
| 10      | René Jourdan          | 13:58,4 |
| 11      | Iwan Szopsza          | 14:01,8 |
| 12      | Stanislav Petr        | 14:12,8 |
| 13      | Michael Baxter        | 14:19,0 |